# Cujubi
O cujubi (Pipile cujubi) é uma ave galiforme da família dos cracídeos, nativa da América do Sul. Tais aves chegam a medir até 74 cm de comprimento, com coloração geral negra e branca, cara nua, topete e barbela característicos.

## Etimologia
Os nomes cajubim, cajubi, cajubim, cujubi, viriam do tupi kuiumbi.

## Subespécies
São reconhecidas duas subespécies:
- Pipile cujubi cujubi (Pelzeln, 1858) - ocorre na região central e norte da Amazônia brasileira, na região do baixo Rio Madeira até o norte do estado do Pará;
- Pipile cujubi nattereri (Reichenbach, 1861) - ocorre na região oeste e sul da Amazônia brasileira nos estados de Goiás, Mato Grosso, Rondônia e sul do estado do Amazonas até o extremo nordeste da Bolívia.

## Nomes vernáculos
- Proto-Nawiki[5]: *kundui
- Proto-Pano[6]: *koʂo
- Proto-Chapacura[7]: *pipon

Também são conhecidas pelos nomes de cajubi, cajubim, cujubi-de-garganta-vermelha, jacu-verdadeiro, cujubi-de-barbela-azul-e-vermelha, cujubim, cajubim, cajubi ou jacutinga,
O nome cujubi foi selecionado como nome vernáculo técnico para a espécie Aburria cujubi pelo Comitê Brasileiro de Registros Ornitológicos (CBRO) em 2021.